# Hyphoderma hjortstamii
Hyphoderma hjortstamii är en svampart som beskrevs av Sheng H. Wu 1990. Hyphoderma hjortstamii ingår i släktet Hyphoderma och familjen Meruliaceae.   Inga underarter finns listade i Catalogue of Life.